# Opius minusculae
Opius minusculae är en stekelart som beskrevs av Fischer 1967. Opius minusculae ingår i släktet Opius och familjen bracksteklar. Inga underarter finns listade i Catalogue of Life.